# Musée de la Franc-maçonnerie
Le musée de la Franc-maçonnerie, situé dans l'hôtel du Grand Orient de France, au siège du Grand Orient de France, 16, rue Cadet, dans le 9e arrondissement de Paris, est un musée consacré à l'histoire de la franc-maçonnerie et à la maçonnologie.
L'appellation « musée de France » lui a été décernée par le ministère de la Culture. Le musée a rouvert ses portes au public le 11 février 2010, après d'importants travaux de rénovation. Il a le soutien du ministère de la Culture, de la région d'Île-de-France et de la mairie de Paris.

## Historique

### 1889-1940
Une circulaire du 1er mai 1889 charge le conseil de l’ordre d’organiser dans l’hôtel du Grand Orient de France un « musée maçonnique ». Il s’agit alors de contribuer avec faste au centenaire de la Révolution française et d’y célébrer la place de la franc-maçonnerie. L’ouverture du musée semble l’aboutissement d’un intérêt croissant, tout au long du XIXe siècle, pour le patrimoine culturel des loges. La création de la bibliothèque en 1838 et sa réorganisation en 1874 en sont les prémices.
Les premières collections du musée paraissent avoir été constituées de pièces que possédait déjà le Grand Orient, comme le médaillier signalé par des témoignages dès les années 1840. Un appel est lancé aux loges pour qu’elles fassent parvenir rue Cadet des objets et des documents historiques. Sur une carte postale de la fin du XIXe siècle, le musée apparaît comme une sorte de cabinet de curiosités. Dans Le Monde illustré d’octobre 1901, un reportage sur le siège du Grand Orient de France souligne : « Une des pièces les plus curieuses est certainement le musée. On y trouve une collection […] des plus intéressantes ». Enrichi au fil des décennies par des dons et des achats, il bénéficie dans l’entre-deux-guerres des soins d’Arthur Groussier, un des grands maîtres emblématiques du Grand Orient qui fit beaucoup pour rassembler et préserver le patrimoine maçonnique.
Tous ces efforts sont brisés par les persécutions contre la franc-maçonnerie sous l’Occupation. Entre 1940 et 1944, l’occupant nazi, vite relayé par le service des Sociétés secrètes du régime de Vichy, pille et confisque les collections du musée. Une partie des pièces est utilisée pour monter la grande « Exposition (anti)maçonnique » du Petit Palais à Paris. L’autre est stockée square Rapp, l’ancien siège de la société théosophique, alors transformée en antenne des anti-maçons vichyssois.

### 1945-1987
À la Libération, ce qui reste des collections est restitué au Grand Orient de France qui, faute de moyens, les conserve soigneusement en caisses. À la fin des années 1960, le Grand Orient reconstruit une partie de son siège de la rue Cadet. L’ancien petit immeuble sur rue est remplacé par un vaste bâtiment à la façade métallique dans le goût du style international en vogue pendant les années 1970.
L'année 1973 marque le bicentenaire de la formation du Grand Orient de France. C’est l’occasion de déballer les collections et reconstituer le musée sous le nom de « musée du Grand Orient de France et de la Franc-maçonnerie européenne » d’emblée conçu pour accueillir le public. Il bénéficie des conseils et de l’aide de la direction des Musées de France, notamment de René Guilly, qui lui octroie le label de « musée contrôlé de deuxième catégorie ». Recevant près de dix mille visiteurs par an, il profite de rénovations et de réaménagements au début des années 1980, sous la direction de Paul Gourdot et d’Hélène Camou, ses collections s’étant notamment enrichies à l’occasion de la célèbre vente Baylot de 1987[réf. souhaitée].

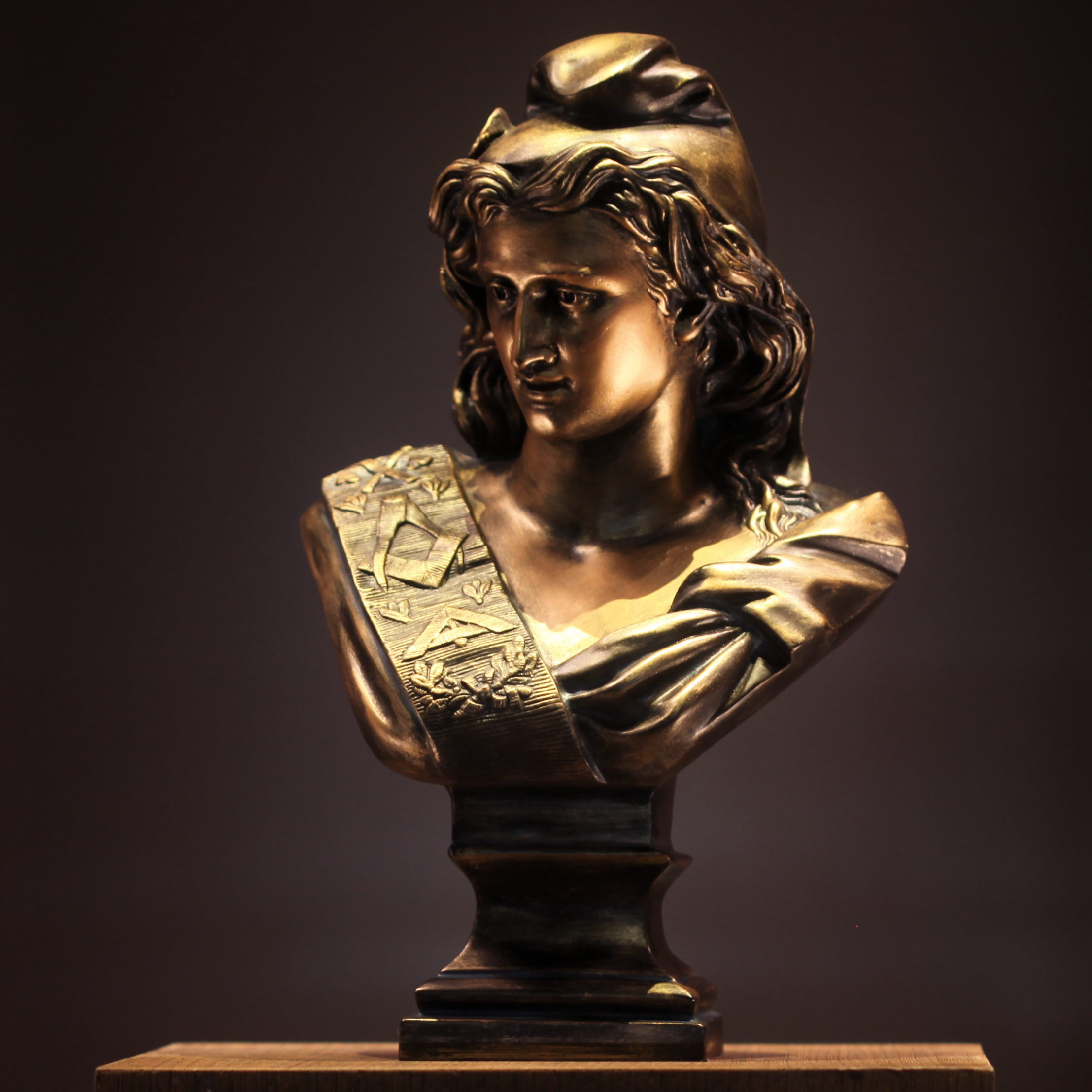
Paul Lecreux, Marianne maçonnique (1887).

Au seuil du XXIe siècle, malgré ses différentes rénovations, le musée de 1973 ne correspondait plus à l’attente du public. Le contraste devenait frappant entre la qualité de ses collections et sa muséographie dépassée. Aussi, dans la perspective de la profonde restructuration des deux premiers niveaux de l’hôtel Cadet — soit 1 800 m2 — l’idée de concevoir un nouveau musée se fait jour. Les travaux nécessaires au bâtiment vont aller bien au-delà des seuls impératifs techniques. Le grand maître Alain Bauer veut en profiter pour rompre avec cette architecture de blockhaus conçue par des francs-maçons qui avaient connu les persécutions de la guerre. Son projet est d’ouvrir le siège du Grand Orient au milieu urbain, de créer des transparences avec la ville. À l’image d’une franc-maçonnerie secrète et refermée sur elle-même, Alain Bauer veut substituer, y compris dans la pierre, celle d’une maçonnerie ouverte au monde et en constant échange avec lui. L’enjeu est aussi de donner une unité à un espace devenu, au fil du temps, hétérogène. C’est dans ce contexte et avec ces objectifs que va être pensé et conçu le nouveau musée[réf. souhaitée].

## Architecture du musée

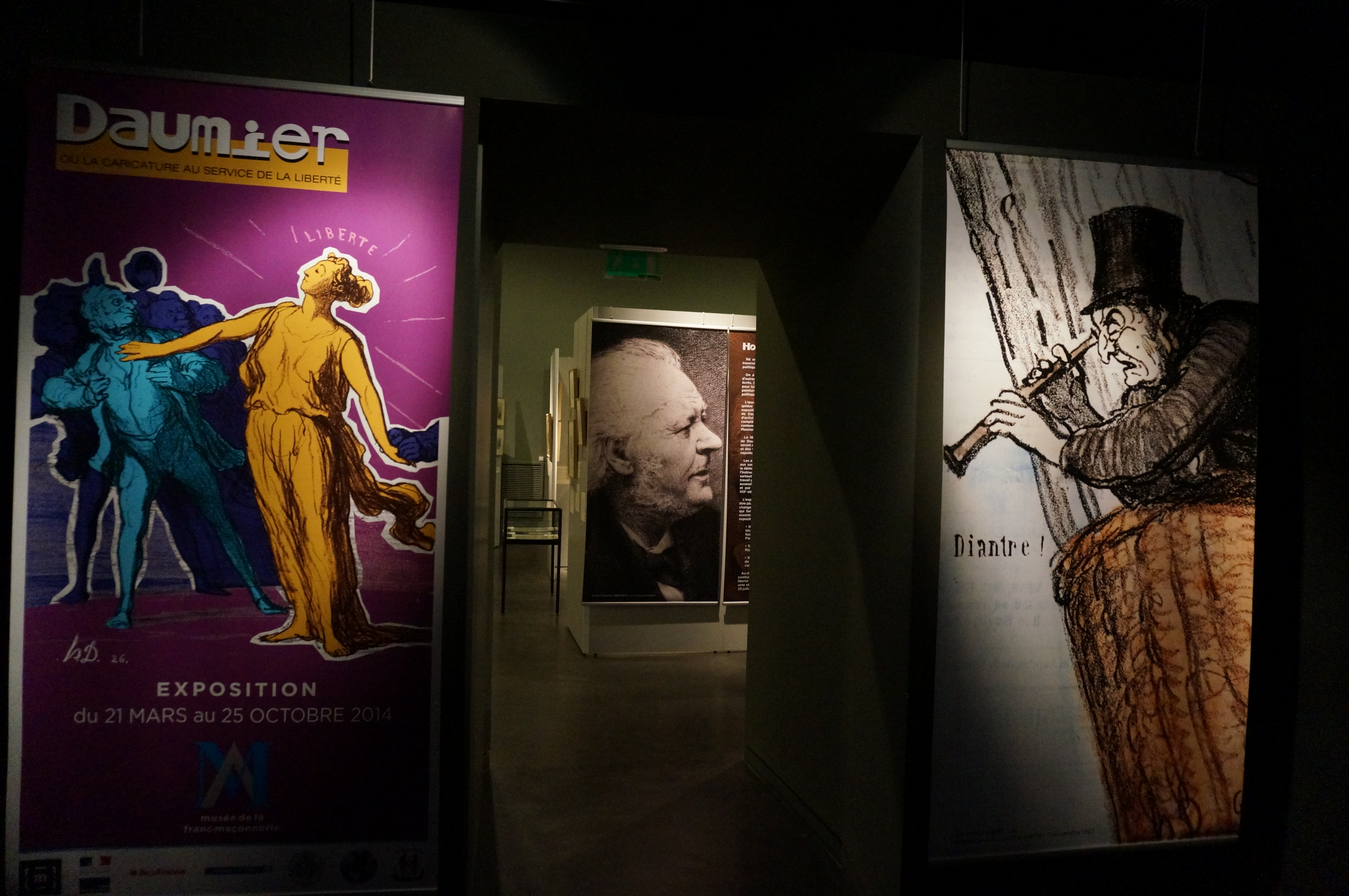
L'intérieur du musée lors de l'exposition consacrée à Honoré Daumier en 2014.

La conception des transformations a visé une organisation simple et une image conceptuelle forte pour fédérer les disparités existantes et accueillir la variété des usages. Plutôt que d’affirmer la juxtaposition des particularités, le projet a révélé leur complémentarité en créant des effets de perméabilité et de tissage. Les espaces s’imbriquent les uns dans les autres par la continuité des plafonds et des sols, le prolongement des matériaux et des couleurs et par le percement de nombreuses fenêtres intérieures. C’est dans ce cadre que sont créés une salle d’exposition permanente de 400 m2 et un lieu d’exposition temporaire de 200 m2.
Le parcours proposé au visiteur est organisé selon deux niveaux :
- le « fil du temps » présente chronologiquement la « grande histoire » de la franc-maçonnerie ;
- adoptant un mode plus intimiste, le « fil du maçon » explique ce que peut être l’engagement maçonnique.

La muséographie a donc installé un dispositif jouant de ce double fil de lecture, mis en relation avec le double volume de la salle d’exposition. Le parcours est en boucle, dextrogyre. La zone centrale, ouverte, à la hauteur accrue, accueille le « fil du temps », dans un dispositif de mobilier fluide, transparent, laissant percevoir le musée dans sa globalité tout en guidant le visiteur d’une étape à l’autre.
La zone périphérique, surbaissée, accueille les « clés de lecture » qui sont traitées en cabinets successifs, clairement identifiables et plus ou moins ouverts sur le centre. Le parcours du visiteur alterne de l’un à l’autre, assez librement pour que chacun puisse trouver sa propre temporalité. À la manière des anciennes bibliothèques, une galerie surélevée forme l’encorbellement de la salle d’exposition. Elle abrite une partie des réserves que l’habillage translucide laisse deviner. C’est la « mnénothèque », métaphore de la profondeur et de l’enracinement du « fait maçonnique » dans notre histoire.
L’ambiance générale de l’éclairage du musée est celle du clair-obscur, permettant une juste adéquation entre la mise en spectacle de l’espace muséal et la conservation des textiles et des documents graphiques. Des halos lumineux appuient le discours et mettent en valeur les objets comme l'exceptionnel ensemble de faïences du XVIIIe siècle à décor maçonnique qui est l'un des fleurons des collections du musée. Le graphisme accompagne le visiteur dans sa découverte.

## Subventions publiques
Comme pour tout autre musée parisien se constituant[réf. souhaitée], la mairie de Paris a participé au financement du musée à hauteur de trois cent mille euros, de même le conseil régional d’Île-de-France et le ministère de la Culture ont aussi tous deux participé, pour des montants identiques.

## Collections
Le musée présente l'histoire de la franc-maçonnerie par des collections de peintures, d'estampes et de gravures, d'objets maçonniques divers, de mobiliers, de céramiques et d'archives de papier.
Parmi les pièces emblématiques, se trouvent : 
- un portrait en pied de Louis de Bourbon (1709-1771), comte de Clermont, lieutenant général du roi (1709-1771), grand maître de 1743 à 1771, par François-Hubert Drouais (1771), dépôt du château de Versailles ;
- les Constitutions d'Anderson (Londres, 1723) : édition originale du texte fondateur de la maçonnerie moderne, déclarant notamment que la maçonnerie est le centre de l’Union et le moyen de concilier une sincère amitié entre des personnes qui n’auraient jamais pu sans cela se rendre familières entre elles ;
- une chope à décor symbolique des « Moderns » (Saxe, vers 1735, porcelaine de Meissen) : une des plus anciennes porcelaines et des premières pièces maçonniques d’Europe continentale, attribuée au frère Johann Kändler, reprenant les armoiries de la Grande Loge anglaise des « Moderns » ;
- un tapis de loge d'adoption du siècle des Lumières (France, 3e tiers du XVIIIe siècle) : ce seul tapis connu, de loge d'adoption du XVIIIe siècle, présente une iconographie exceptionnelle qui illustre tous les grades pratiqués par les sœurs. Les devises évoquent la prestigieuse loge « La Candeur » ;
- le tablier de Voltaire (soie peinte au pochoir) : tablier attribué par la tradition à Voltaire. Celui-ci est initié à la fin de sa vie, le 7 avril 1778, par la loge des « Neuf Sœurs » où il compte de nombreux amis et admirateurs ;
- le tablier de Jérôme Bonaparte (1784-1860), roi de Westphalie (Allemagne, XIXe siècle, cuir avec broderies rapportées) : donné en 1973 par la loge de Cassel. Initié à Toulon dans la loge jacobine « La Paix » le 20 avril 1801, Jérôme devint par la suite protecteur du Grand Orient de Westphalie. Il appelait ses frères à s’attacher « à une véritable maçonnerie dont Sa Majesté elle-même professe les principes en sa qualité de Franc-maçon » ;
- la pendule Cambacérès (début du XIXe siècle) : cette singulière pendule au décor maçonnique est traditionnellement attribuée à Jean-Jacques-Régis de Cambacérès, maçon convaincu depuis sa jeunesse et notoire amateur d’horlogerie ;
- l'épée maçonnique de La Fayette (France, vers 1825) : la lame flamboyante est caractéristique de l’épée que le vénérable de la loge dépose sur son plateau à l’ouverture des travaux maçonniques. Cette épée très ouvragée est probablement le témoignage de l’un des nombreux hommages que les francs-maçons firent à leur frère La Fayette ;
- le buste de Marianne (1882) par Paul Lecreux (dit Jacques France) : à l'origine, il est réalisé pour la loge de Saint-Germain-en-Laye, « La Bonne Foi ». Jacques France en conçoit ensuite une version profane où les symboles du cordon sont remplacés par les trois dates républicaines : 1789, 1848, 1870, qui deviendra l'un des emblèmes de la Troisième République.

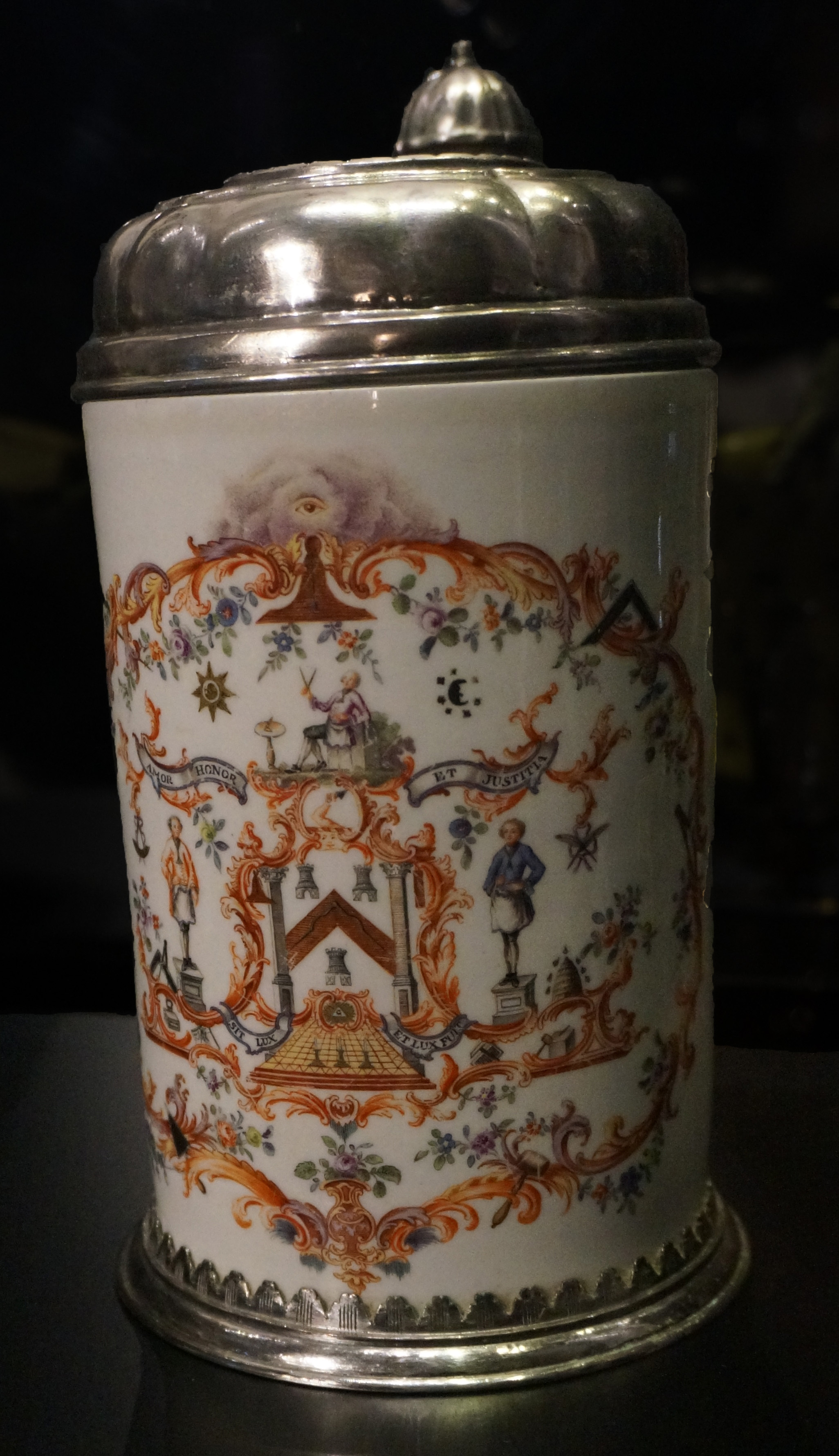
Chope Moderns (Saxe, vers 1735), porcelaine de Meissen.
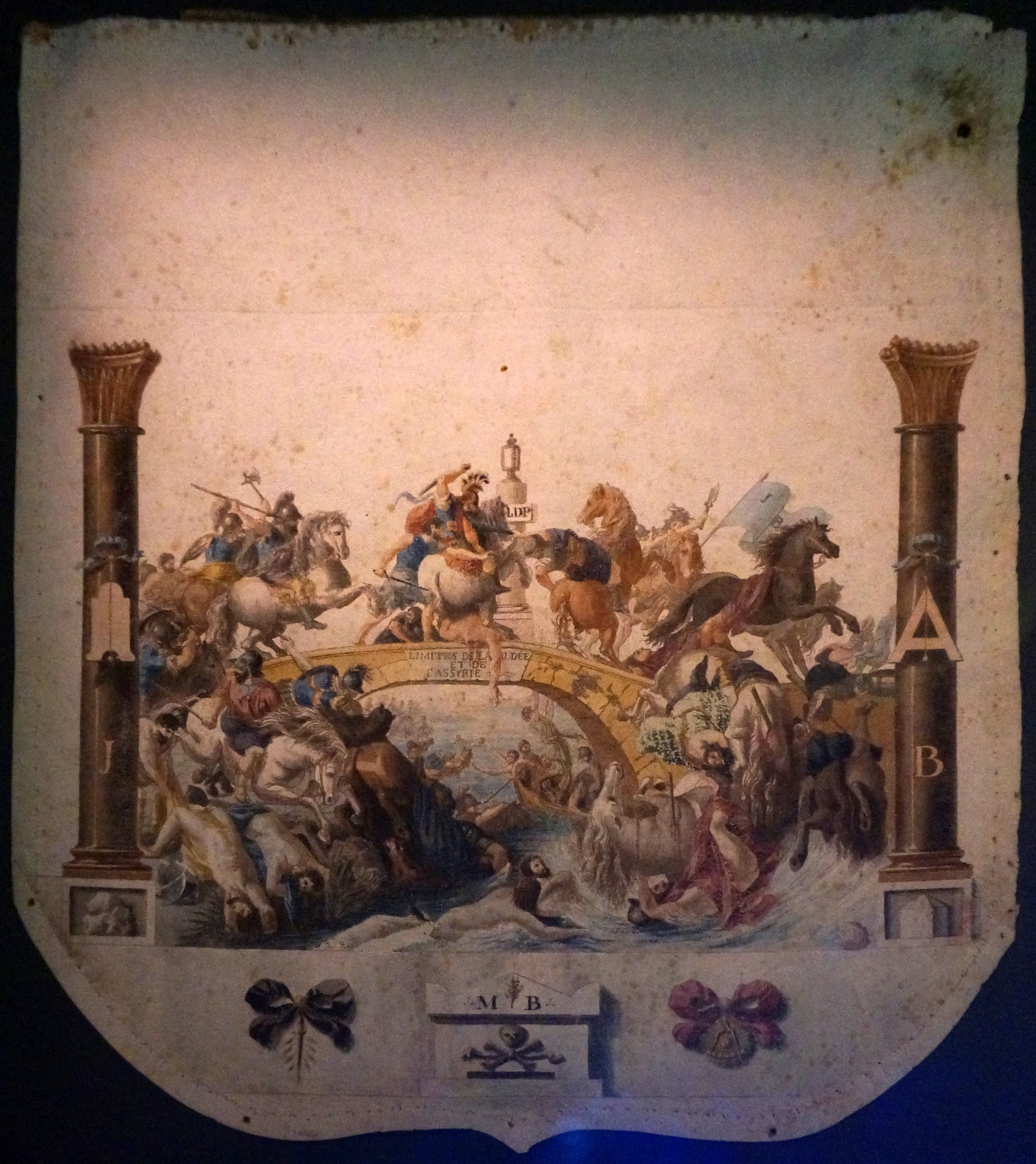
Tablier de Chevalier d'Orient (France, XVIIIe siècle).
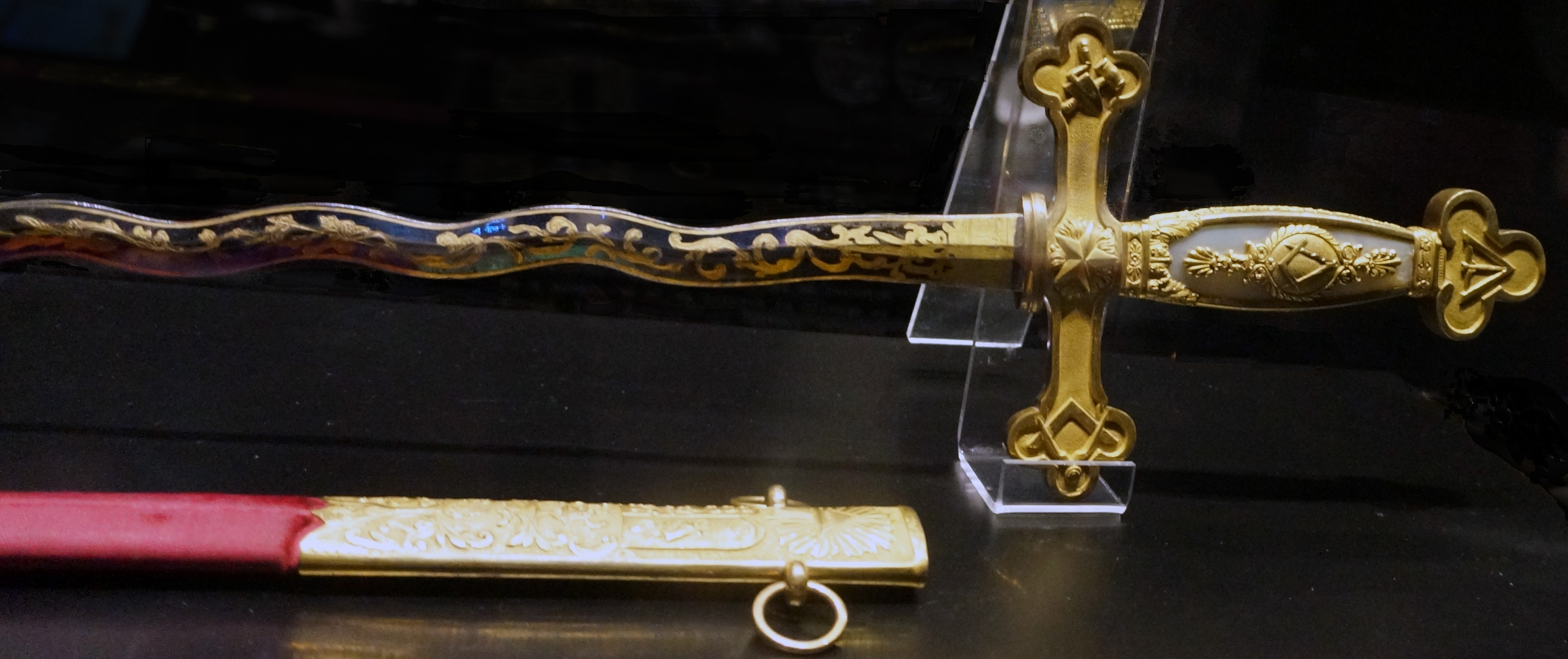
Épée de La Fayette (France, vers 1825), détail.
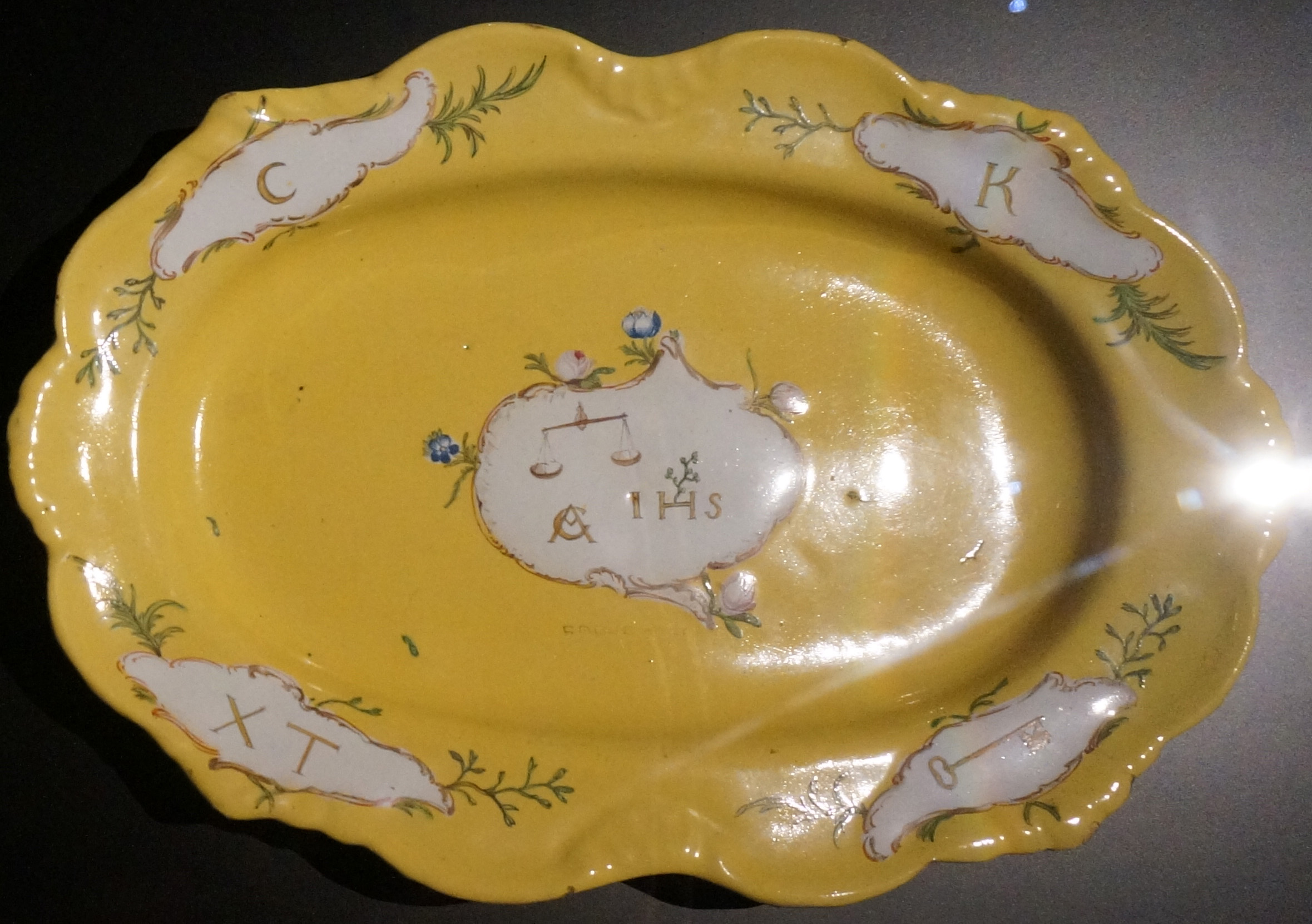
Plat de maître irlandais en faïence de Marseille à fond jaune (1760), fabrique Veuve Perrin.

## Expositions

### Expositions au musée
- Corto Maltese et les secrets de l'initiation, Imaginaires et Franc-Maçonnerie à Venise autour d'Hugo Pratt, 15 février au 1er septembre 2012[4].
- Regards complices, photographies de Pascal Zaegel, 27 septembre au 10 novembre 2012.
- Clarté en passage, œuvres de Pierre Duclou, 20 novembre 2012 au 26 janvier 2013.
- La règle et le compas, ou de quelques sources opératives de la tradition maçonnique, du 21 mars au 12 octobre 2013, en partenariat avec la Nef de Salomon et Jean-Michel Mathonière.
- Decalithe, exposition de lithographies et peintures de Gilles Turgné, 25 octobre au 21 décembre 2013.
- Daumier ou la caricature au service de la liberté, 21 mars au 7 novembre 2014.
- Fréchin, dessins – sculptures – médailles de Georges Fréchin, 4 novembre au 23 décembre 2014.
- “Heart of Darkness” – Claude Faivre, travaux récents, 10 janvier au 13 mars 2015.
- Les francs-maçons et la mer – De la loge au quai, 24 avril au 24 octobre 2015.
- Odyssée, exposition des œuvres de HenriJean, 29 octobre 2015 au 14 janvier 2016.
- 230 ans de tradition maçonnique en Pologne, 6 au 12 mars 2016.
- Templiers et francs-maçons, de la légende à l'histoire, 12 avril au 23 octobre 2016.
- 230 ans du Rite français, des Lumières au XXIe siècle, 28 octobre 2016 au 31 mai 2017.

### Expositions en partenariat
- Les Ouvriers de la Lumière, La Franc-maçonnerie à Boulogne-sur-Mer, 19 janvier au 18 février 2013 au château-musée de Boulogne-sur-Mer, en partenariat avec le musée de la franc-maçonnerie.
- Franc-masonería. Un patrimonio para la historia, 9 au 29 mai 2014, en partenariat avec la loge Rosario de Acuña du Grand Orient de France (Palacio de Valdecazarna, Avilés, Asturies).
- La franc-maçonnerie, 12 avril au 24 juillet 2016 à la Bibliothèque nationale de France, en partenariat avec le musée de la franc-maçonnerie[5].
- Les voyages du franc-maçon, histoire et imaginaires, 18 mai au 28 août 2017 au musée départemental d'art ancien et contemporain des Vosges, en partenariat avec le musée de la franc-maçonnerie[6].